# Myxocyprinus asiaticus
El tiburón chino (Myxocyprinus asiaticus), comúnmente llamada "Botia" Hi Fin, es oriunda del río Yangtze, China, el cual desemboca en el mar de la China, también se encuentra en lagos y en riachos de poco movimiento en el Japón. Es un pez de aguas templadas, no tropicales.
Su forma es bastante característica, siendo lo más destacable su aleta dorsal en forma de estandarte de la cual recibe el nombre de Hi Fin. Con su vientre aplanado y su boca en forma terminal, indica que se alimenta del fondo y es de allí la confusión con el género Botia. A medida que envejece, la aleta dorsal se va reduciendo. Se han encontrado ejemplares realmente enormes, de hasta 1 m de longitud, calculándose la edad en casi 20 años.
Su diferenciación sexual es tal como en el género Carassius (Ciprínido también) presentan en época de desove y cortejo (primavera) los típicos tubérculos.

## En cautividad
Se recomienda mantenerlos a no más de 27 °C (la temperatura ideal es de 26 °C) y hacerles pasar un corto tiempo a 20 °C como si fuese invierno.
Mantenerlos a un pH relativamente neutro, que puede oscilar entre 6,5 a 7,5 y mantener los nitritos y nitratos bien bajos (NO2-NO3), con un poco de movimiento en el agua y una buena aireación.
Son ideales para el acuario comunitario, pero hay que tener en cuenta que crecen bastante. El acuario se puede decorar con rocas y una buena cantidad de plantas.
Son omnívoros por excelencia, aceptan todo tipo de alimento vivo (tubifex, larvas de mosquito, dafnias, artemias, etc.), así como todo tipo de alimento escamado, granulado y paleteado. Es bueno incluir en su dieta alimento a base de puros vegetales.